# Simon Cumbers
Simon Cumbers (23 gennaio 1968 – 6 giugno 2004) è stato un giornalista irlandese, attivo nel Regno Unito per la BBC e assassinato nel corso di un attacco terroristico mentre girava un servizio ad As-Suwaidi, in Arabia Saudita.

## Vita personale
Nato il 23 gennaio 1968 da Robert (Bob) e Bronagh (Brona) Cumbers, Simon ha trascorso la sua fanciullezza insieme al fratello Stephen e alle sorelle Eimar e Catraoine in Irlanda, presso il piccolo villaggio di Navan, dove ha anche ricevuto l'educazione elementare presso la St. Patrick's Classical School. Divenuto attivo nelle file della BBC, si è dunque unito in matrimonio con Louise Bevan, anche lei attiva come giornalista presso la BBC News 24 e Radio 5 Live. Dopo l'assassinio, verificatosi quando aveva trentasei anni, Cumbers è stato dunque sepolto al cimitero di Reedwood, presso Greystones, in Irlanda.

## Carriera professionale
Già durante gli anni di studentato al St. Patrick's Cumbers nutriva un profondo entusiasmo per il tema del giornalismo, coltivato in veste di editore del giornalino scolastico locale, il Tuairim, e di redattore presso il Drogheda Independent, l'Ipswich Evening e il Meath Chronical. Terminati gli studi intraprese la carriera giornalistica in maniera più sistematica in qualità di direttore responsabile del Capitol Radio (oggi FM104) a Dublino, in Irlanda.
Nel 1990 Cumbers si trasferì nel Regno Unito in modo tale da avere l'opportunità di collaborare con una rosa di emittenti televisivi più ampia, nella fattispecie ITN's Channel 4 News, Channel 4 Daily, Sky News, APTN, e la BBC;. inizialmente attivo esclusivamente in veste di produttore e giornalista, nei tardi anni novanta per svolgere in maniera più adeguata le proprie funzioni decise di intraprendere un corso di aggiornamento professionale grazie al quale iniziò anche a essere cameraman, anche nell'ambito della Locum Productions, fondata con la moglie Bevan con l'obiettivo di fornire troupe televisive alle emittenti richiedenti.
Tra le vicende a cui si è interessato Cumbers nel corso della sua carriera vi sono la fucilazione del politico Nicolae Ceaușescu, atto finale dei moti di ribellione della popolazione rumena del 1989; il rilascio nel 1990 di Brian Keenan dopo quattro anni di ostaggio a Beirut, in Libano; il conflitto Drumcree degli anni 1990; l'Accordo del Venerdì Santo del 1998; l'esplosione di un'autobomba presso Omagh, nel Tyrone, nel 1998; l'affondamento del sottomarino russo K-141 Kursk nel mare di Barents, in Russia, avvenuto nel 2000, e infine gli attentati terroristici verificatosi a Madrid nel 2004. Tra i vari intervistati da Cumbers nell'ambito di questi servizi giornalistici figura anche Muʿammar Gheddafi, militare che dal 1969 sino alla sua morte, nel 2011, ha detenuto in chiave autoritaria la guida politica del suo paese, la Libia.

## Morte
Nel 2004 Simon Cumbers, insieme al giornalista Frank Gardner, ha prestato servizio in qualità di cameraman in Arabia Saudita per diffondere notizie sui massacri terroristici verificatosi a Yanbu e Khobar nel maggio di quell'anno, particolarmente sentiti nel Regno Unito a causa della presenza, fra le tante, di vittime britanniche. Giunti in Arabia Saudita di domenica mattina, il team si stabilì a Riyadh presso As-Suwaidi, quartiere ultraconservatore oppresso da forti tensioni politiche e religiose fomentate dalla presenza locale di Al-Qaeda.
Il gruppo, giunto sul posto, fu dunque sorpreso da Adel al-Dhubaiti, il quale dopo averli salutato Cumbers aprì il fuoco, contestualmente a cinque complici nascosti dietro un furgoncino. Cumbers fu assassinato sul colpo, mentre il collega Gardner, pur venendo gravemente ferito nel corso dell'attacco, riuscì a sfuggire alla morte. Occorre tener presente che l'Arabia Saudita era già insanguinata da numerosi attentati terroristici, rivolti non solo alle forze di sicurezza e alle comunità sciite bensì anche agli stranieri occidentali, alle loro istituzioni e ai loro luoghi di domicilio; si pensi che una settimana prima dell'omicidio di Cumbers ventidue stranieri vennero resi ostaggio e dunque assassinati da una fazione di Al-Qaeda nel corso del già citato «massacro di Khobar», perpetrato dagli estremisti islamici per tentare di «depurare» le terre islamiche dalle presenze straniere.
Al-Dhubaiti, in seguito all'omicidio, fu dunque processato dal governo saudita, sentenziato colpevole nel novembre 2014 e giustiziato a morte nel 2 gennaio 2016. Le vicende, narrate anche nel libro Blood and Sand [Sangue e Sabbia], scritto da Frank Gardner sulle sue inchieste in Arabia Saudita, furono particolarmente sentite in Irlanda, dove un anno dopo la morte di Cumbers fu istituito in suo onore il Simon Cumbers Media Fund, con l'obiettivo di promuovere una maggiore copertura mediatica dei problemi che affliggevano i mezzi di comunicazione di massa di quella nazione. A condannare l'attacco terroristico vi fu anche Koïchiro Matsuura, direttore generale dell'UNESCO, il quale si espresse in questi termini:
(Koïchiro Matsuura)